# Samsung Galaxy Watch 4

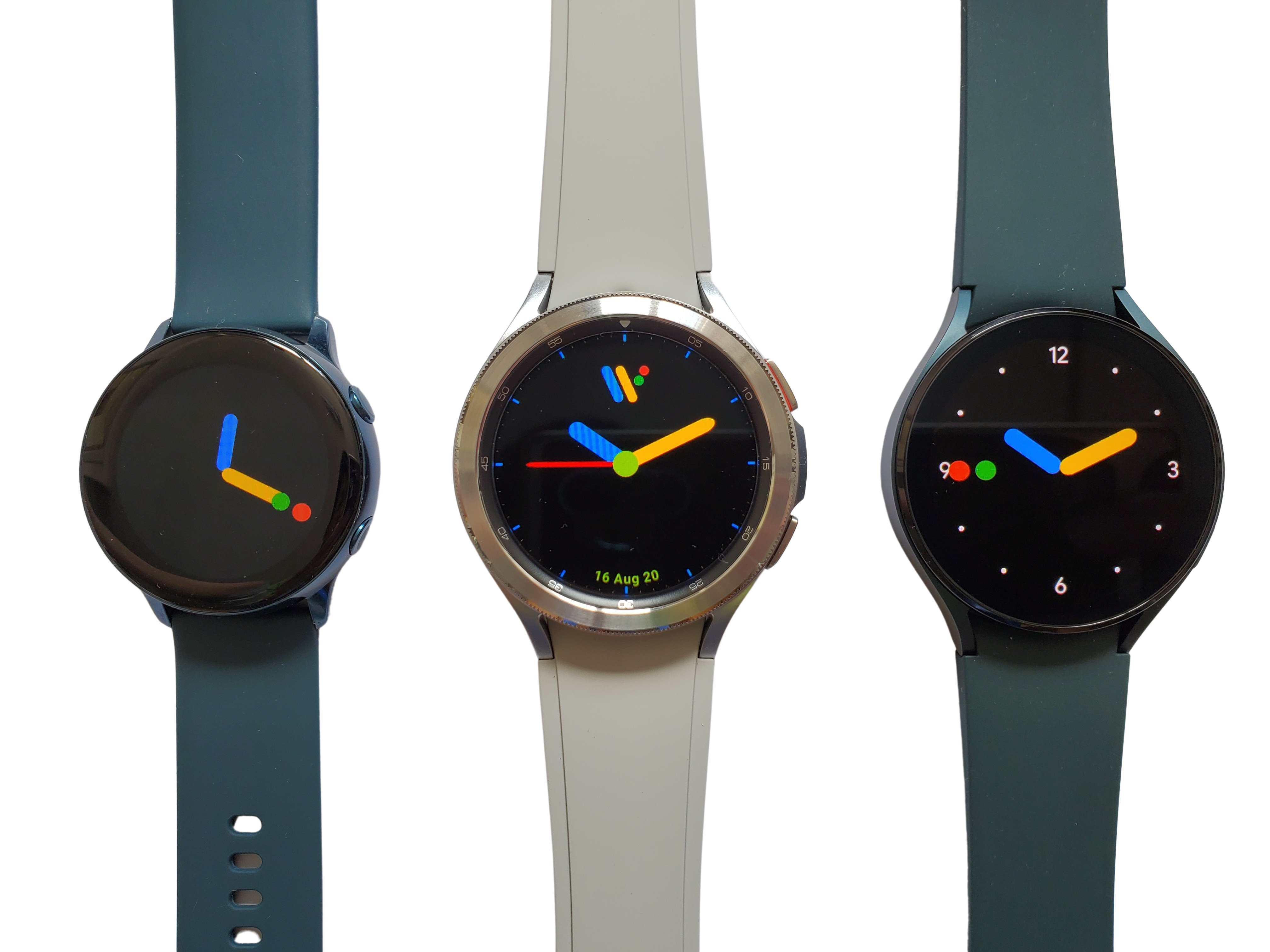
Galaxy watch 3 (links), Galaxy watch 4 Classic (midden) en Galaxy Watch 4 (rechts)

De Samsung Galaxy Watch 4 is een smartwatch, gemaakt door Samsung. De Samsung Galaxy Watch 4 werd aan het publiek gepresenteerd op 27 augustus 2021, tegelijkertijd met de Galaxy Watch 4 Classic, die tegenover de Galaxy Watch 4 een fysieke draairing heeft.

## Ontwerp
De Samsung Galaxy Watch is rond en gebruikt als besturingsysteem wear OS, het toestel heeft twee fysieke knoppen met als basisfunctie aan/uit zetten, en terug gaan naar een vorige pagina. De functies hiervan zijn later nog aan te passen. Er zijn vier versies van het horloge in verschillende groottes, horlogestijlen  en horlogebanden beschikbaar. Het toestel wordt draadloos opgeladen door middel van inductie. Het heeft een aanraakgevoelig scherm, waardoor het verschil kan opmerken tussen tikken en drukken. Het is zelfs mogelijk het scherm te kunnen bedienen met handschoenen, via de optie "aanraakgevoeligheid"

## Functies
Samsungs stemassistent Bixby is ingebouwd, net als antwoorden op berichten met automatisch gegenereerde antwoorden, audioberichten, al dan niet door het horloge omgezet in tekst, tekeningen en emoticons. Het toestel bevat eveneens een hartritmesensor, bloeddruksensor, barometer, lichtsensor, versnellingssensor, gyroscoop en een magnetometer. Verder werkt hij met Samsung Pay en Google Pay via NFC om contactloos betalen mogelijk te maken 

## Uitvoeringen

### Samsung Galaxy Watch 4
De normale versie, met een modern uiterlijk. Verkrijgbaar in de maten 40 mm en 44 mm. In de kleuren zwart, zilver, roze-goud en groen.

### Samsung Galaxy Watch 4 Classic
De klassieke versie van de Watch 4, met een fysieke draairing om het scherm om door context heen te scrollen, terwijl de Watch 4 een digitale draairing heeft. Hij is verkrijgbaar in de kleuren zwart, zilver, roze-goud en groen.

## Compatibiliteit
Om een Samsung Galaxy watch 4 te configureren, heeft men een Android of Samsung mobiel nodig. Volgens Samsung is een update voor de iPhone in ontwikkeling.